# J. J. Cale/Diskografie
Diese Diskografie ist eine Übersicht über die musikalischen Werke des US-amerikanischen Rockmusikers J. J. Cale. Den Quellenangaben und Schallplattenauszeichnungen zufolge hat er bisher mehr als 1,1 Millionen Tonträger verkauft, davon alleine in seiner Heimat über 500.000. Seine erfolgreichste Veröffentlichung ist das Album The Road to Escondido mit über 887.000 verkauften Einheiten.

## Alben

### Studioalben
| Jahr | Titel Musiklabel                       | Höchstplatzierung, Gesamtwochen, AuszeichnungChartplatzierungen (Jahr, Titel, Musiklabel, Platzierungen, Wochen, Auszeichnungen, Anmerkungen) | Höchstplatzierung, Gesamtwochen, AuszeichnungChartplatzierungen (Jahr, Titel, Musiklabel, Platzierungen, Wochen, Auszeichnungen, Anmerkungen) | Höchstplatzierung, Gesamtwochen, AuszeichnungChartplatzierungen (Jahr, Titel, Musiklabel, Platzierungen, Wochen, Auszeichnungen, Anmerkungen) | Höchstplatzierung, Gesamtwochen, AuszeichnungChartplatzierungen (Jahr, Titel, Musiklabel, Platzierungen, Wochen, Auszeichnungen, Anmerkungen) | Höchstplatzierung, Gesamtwochen, AuszeichnungChartplatzierungen (Jahr, Titel, Musiklabel, Platzierungen, Wochen, Auszeichnungen, Anmerkungen) | Anmerkungen                                                                |
| Jahr | Titel Musiklabel                       | DE | AT | CH | UK | US | Anmerkungen                                                                |
| ---- | -------------------------------------- | --- | --- | --- | --- | --- | -------------------------------------------------------------------------- |
| 1972 | Naturally Shelter Records              | — | — | — | UK— SilberUK | — | Erstveröffentlichung: 1972 Re-Release: 2009                                |
| 1973 | Really Shelter Records                 | — | — | — | — | — | Erstveröffentlichung: 1973 Aufnahme: April bis Juli 1972                   |
| 1974 | Okie Shelter Records                   | — | — | — | — | — | Erstveröffentlichung: 30. April 1974 Aufnahme: 7. Mai bis 5. Dezember 1973 |
| 1976 | Troubadour Shelter Records             | DE22 (8 Wo.)DE | AT24 (4 Wo.)AT | — | UK53 Silber · (1 Wo.)UK | — | Erstveröffentlichung: September 1976 Verkäufe: + 70.000                    |
| 1979 | 5 Shelter Records / MCA                | DE27 (7 Wo.)DE | AT22 (8 Wo.)AT | — | UK40 (6 Wo.)UK | — | Erstveröffentlichung: August 1979                                          |
| 1981 | Shades Shelter Records / MCA           | DE37 (11 Wo.)DE | — | — | UK44 (7 Wo.)UK | — | Erstveröffentlichung: Februar 1981                                         |
| 1982 | Grasshopper Mercury Records            | — | — | — | UK36 (5 Wo.)UK | — | Erstveröffentlichung: März 1982 Verkäufe: + 20.000                         |
| 1983 | #8 Mercury Records                     | — | — | — | UK47 (3 Wo.)UK | — | Erstveröffentlichung: September 1983                                       |
| 1989 | Travel-Log Silvertone                  | — | — | CH29 (2 Wo.)CH | — | US131 (10 Wo.)US | Erstveröffentlichung: 6. November 1989                                     |
| 1992 | Number 10 Silvertone                   | — | — | — | UK58 (2 Wo.)UK | — | Erstveröffentlichung: 7. September 1992                                    |
| 1994 | Closer to You Delabel/Virgin           | — | — | CH50 (1 Wo.)CH | — | — | Erstveröffentlichung: 30. Mai 1994 Verkäufe: + 60.000                      |
| 1996 | Guitar Man Delabel/Virgin              | — | — | — | — | — | Erstveröffentlichung: 25. Juni 1996                                        |
| 2004 | To Tulsa and Back Sanctuary, Blue Note | DE82 (6 Wo.)DE | — | CH99 (1 Wo.)CH | — | — | Erstveröffentlichung: 7. Juni 2004                                         |
| 2009 | Roll On Rounder, Because Music         | DE32 (7 Wo.)DE | AT62 (1 Wo.)AT | CH53 (4 Wo.)CH | — | — | Erstveröffentlichung: 24. Februar 2009                                     |
| 2019 | Stay Around Because Music              | DE9 (6 Wo.)DE | AT15 (1 Wo.)AT | CH3 (10 Wo.)CH | — | — | Erstveröffentlichung: 26. April 2019                                       |

grau schraffiert: keine Chartdaten aus diesem Jahr verfügbar

### Gemeinschaftsalben
| Jahr | Titel Musiklabel              | Höchstplatzierung, Gesamtwochen, AuszeichnungChartplatzierungen (Jahr, Titel, Musiklabel, Platzierungen, Wochen, Auszeichnungen, Anmerkungen) | Höchstplatzierung, Gesamtwochen, AuszeichnungChartplatzierungen (Jahr, Titel, Musiklabel, Platzierungen, Wochen, Auszeichnungen, Anmerkungen) | Höchstplatzierung, Gesamtwochen, AuszeichnungChartplatzierungen (Jahr, Titel, Musiklabel, Platzierungen, Wochen, Auszeichnungen, Anmerkungen) | Höchstplatzierung, Gesamtwochen, AuszeichnungChartplatzierungen (Jahr, Titel, Musiklabel, Platzierungen, Wochen, Auszeichnungen, Anmerkungen) | Höchstplatzierung, Gesamtwochen, AuszeichnungChartplatzierungen (Jahr, Titel, Musiklabel, Platzierungen, Wochen, Auszeichnungen, Anmerkungen) | Anmerkungen                                                                  |
| Jahr | Titel Musiklabel              | DE | AT | CH | UK | US | Anmerkungen                                                                  |
| ---- | ----------------------------- | --- | --- | --- | --- | --- | ---------------------------------------------------------------------------- |
| 2006 | The Road to Escondido Reprise | DE2 Platin · (20 Wo.)DE | AT3 Gold · (12 Wo.)AT | CH7 Gold · (16 Wo.)CH | UK50 Silber · (1 Wo.)UK | US23 Gold · (20 Wo.)US | Erstveröffentlichung: 3. November 2006; mit Eric Clapton Verkäufe: + 887.000 |

### Livealben
| Jahr | Titel Musiklabel   | Anmerkungen                                                                    |
| ---- | ------------------ | ------------------------------------------------------------------------------ |
| 2001 | Live Because Music | Erstveröffentlichung: 17. Mai 2001 Aufnahmen: 20. April 1990 und 29. März 1996 |

### Kompilationen
| Jahr | Titel Musiklabel                                     | Anmerkungen                                                                             |
| ---- | ---------------------------------------------------- | --------------------------------------------------------------------------------------- |
| 1984 | Special Edition Mercury                              | Erstveröffentlichung: 1984 Aufnahmen: September 1970 bis Februar 1983                   |
| 1997 | The Very Best of J.J. Cale Mercury                   | Erstveröffentlichung: 13. Mai 1997 Verkäufe: + 15.000                                   |
| 1997 | Anyway the Wind Blows: The Anthology Mercury         | Erstveröffentlichung: 21. Mai 1997 · Verkäufe: + 60.000; UK: Silber                     |
| 1998 | The Definitive Collection Chronicles                 | Erstveröffentlichung: 12. August 1998 Aufnahmen: September 1970 bis Februar 1983        |
| 1999 | Universal Masters Collection EMI                     | Erstveröffentlichung: 18. August 1999 18 bekannte Aufnahmen                             |
| 2003 | After Midnight Falcon Neue Medien                    | Erstveröffentlichung: 2003 Veröffentlichung nur in Deutschland                          |
| 2006 | Collected Universal                                  | Erstveröffentlichung: 13. Juli 2006 Veröffentlichung nur in den Niederlanden            |
| 2007 | Rewind: The Unreleased Recordings Crazy Mama’s Music | Erstveröffentlichung: 2. Oktober 2007 Aufnahmen: Mai 1973 bis Februar 1983              |
| 2011 | The Silvertone Years Camden                          | Erstveröffentlichung: 4. Februar 2011 Veröffentlichte Stücke unter dem Label Silvertone |

## Singles
| Jahr | Titel Album              | Höchstplatzierung, Gesamtwochen, AuszeichnungChartplatzierungen (Jahr, Titel, Album, Platzierungen, Wochen, Auszeichnungen, Anmerkungen) | Höchstplatzierung, Gesamtwochen, AuszeichnungChartplatzierungen (Jahr, Titel, Album, Platzierungen, Wochen, Auszeichnungen, Anmerkungen) | Höchstplatzierung, Gesamtwochen, AuszeichnungChartplatzierungen (Jahr, Titel, Album, Platzierungen, Wochen, Auszeichnungen, Anmerkungen) | Höchstplatzierung, Gesamtwochen, AuszeichnungChartplatzierungen (Jahr, Titel, Album, Platzierungen, Wochen, Auszeichnungen, Anmerkungen) | Höchstplatzierung, Gesamtwochen, AuszeichnungChartplatzierungen (Jahr, Titel, Album, Platzierungen, Wochen, Auszeichnungen, Anmerkungen) | Anmerkungen                        |
| Jahr | Titel Album              | DE | AT | CH | UK | US | Anmerkungen                        |
| ---- | ------------------------ | --- | --- | --- | --- | --- | ---------------------------------- |
| 1971 | Crazy Mama Naturally     | — | — | — | — | US22 (12 Wo.)US | Erstveröffentlichung: Januar 1972  |
| 1972 | After Midnight Naturally | — | — | — | — | US42 (9 Wo.)US | Erstveröffentlichung: Mai 1972     |
| 1972 | Lies –                   | — | — | — | — | US47 (6 Wo.)US | Erstveröffentlichung: Oktober 1972 |
| 1976 | Cocaine Troubadour       | DE22 (29 Wo.)DE | AT5 (24 Wo.)AT | CH2 (13 Wo.)CH | — | — | Erstveröffentlichung: 1976         |

grau schraffiert: keine Chartdaten aus diesem Jahr verfügbar
Weitere Singles
- 1958: Shock Hop / Sneaky (als Johnny Cale)
- 1960: Troubles, Troubles / Purple Onion (als Johnny Cale Quintet)
- 1961: Ain’t That Lovin You Baby / She’s My Desire (als Johnny Cale Quintet)
- 1965: It’s A Go Go Place / Dick Tracy
- 1966: In Our Time / Outside Looking In
- 1966: After Midnight / Slow Motion
- 1971: Magnolia
- 1971: Crazy Mama
- 1972: Call Me the Breeze
- 1981: Mama Don't
- 1981: Carry On
- 1982: City Girls
- 1982: Devil in Disguise
- 1983: Losers
- 1989: Shangaid
- 1989: No Time
- 1994: Long Way Home

## Statistik

### Chartauswertung
|                     | DE    | AT    | CH    | UK    | US    |
| ------------------- | ----- | ----- | ----- | ----- | ----- |
| Nummer-eins-Alben   | DE—DE | AT—AT | CH—CH | UK—UK | US—US |
| Top-10-Alben        | DE2DE | AT1AT | CH2CH | UK—UK | US—US |
| Alben in den Charts | DE7DE | AT5AT | CH6CH | UK7UK | US2US |

|                       | DE    | AT    | CH    | UK    | US    |
| --------------------- | ----- | ----- | ----- | ----- | ----- |
| Nummer-eins-Singles   | DE—DE | AT—AT | CH—CH | UK—UK | US—US |
| Top-10-Singles        | DE—DE | AT1AT | CH1CH | UK—UK | US—US |
| Singles in den Charts | DE1DE | AT1AT | CH1CH | UK—UK | US3US |

### Auszeichnungen für Musikverkäufe
| Goldene Schallplatte - Australien - 1982: für das Album Grasshopper - Neuseeland - 1978: für das Album Troubadour - Niederlande - 2006: für das Album Collected - 2007: für das Album The Road to Escondido (mit Eric Clapton) | Platin-Schallplatte - Neuseeland - 2006: für das Album The Very Best of J.J. Cale - 2007: für das Album The Road to Escondido (mit Eric Clapton) |

Anmerkung: Auszeichnungen in Ländern aus den Charttabellen bzw. Chartboxen sind in ebendiesen zu finden.
| Land/RegionAuszeichnungen für Musikverkäufe (Land/Region, Auszeichnungen, Verkäufe, Quellen) | Silber     | Gold     | Platin     | Verkäufe | Quellen                   |
| -------------------------------------------------------------------------------------------- | ---------- | -------- | ---------- | -------- | ------------------------- |
| Australien (ARIA)                                                                            | —          | Gold1    | —          | 20.000   | Einzelnachweise           |
| Deutschland (BVMI)                                                                           | —          | —        | Platin1    | 215.000  | musikindustrie.de         |
| Europa (IFPI)                                                                                | —          | —        | —          | (60.000) | Einzelnachweise           |
| Japan (RIAJ)                                                                                 | —          | —        | —          | 47.000   | Einzelnachweise           |
| Neuseeland (RMNZ)                                                                            | —          | Gold1    | 2× Platin2 | 40.000   | aotearoamusiccharts.co.nz |
| Niederlande (NVPI)                                                                           | —          | 2× Gold2 | —          | 70.000   | nvpi.nl                   |
| Österreich (IFPI)                                                                            | —          | Gold1    | —          | 15.000   | ifpi.at                   |
| Schweiz (IFPI)                                                                               | —          | Gold1    | —          | 15.000   | hitparade.ch              |
| Vereinigte Staaten (RIAA)                                                                    | —          | Gold1    | —          | 500.000  | riaa.com                  |
| Vereinigtes Königreich (BPI)                                                                 | 4× Silber4 | —        | —          | 251.000  | bpi.co.uk                 |
| Insgesamt                                                                                    | 4× Silber4 | 7× Gold7 | 3× Platin3 |          |                           |